# Aljafería

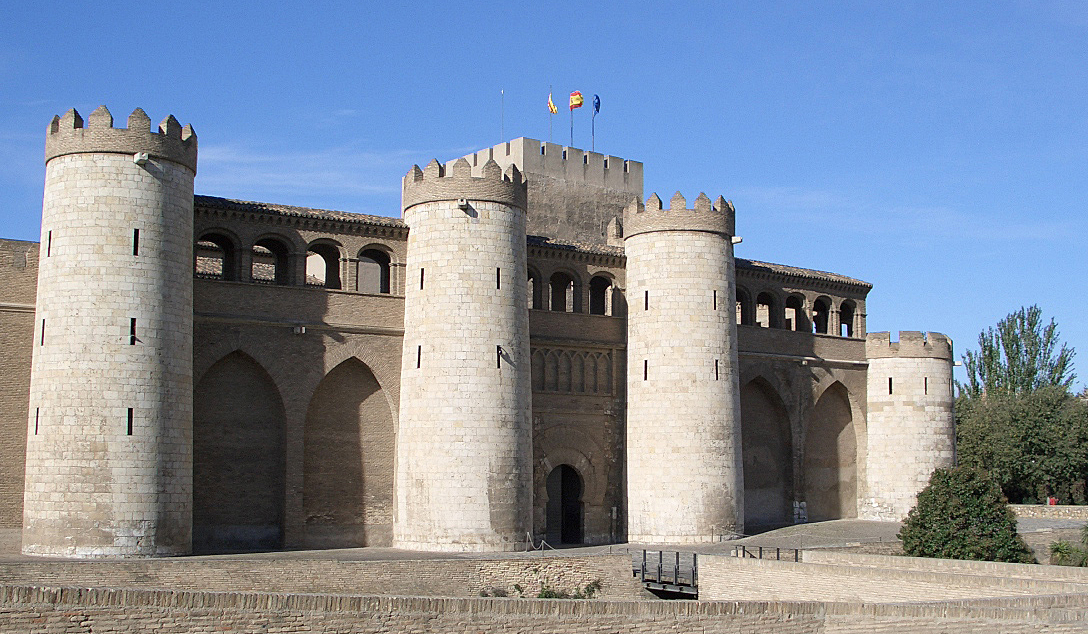
Cung điện Aljafería

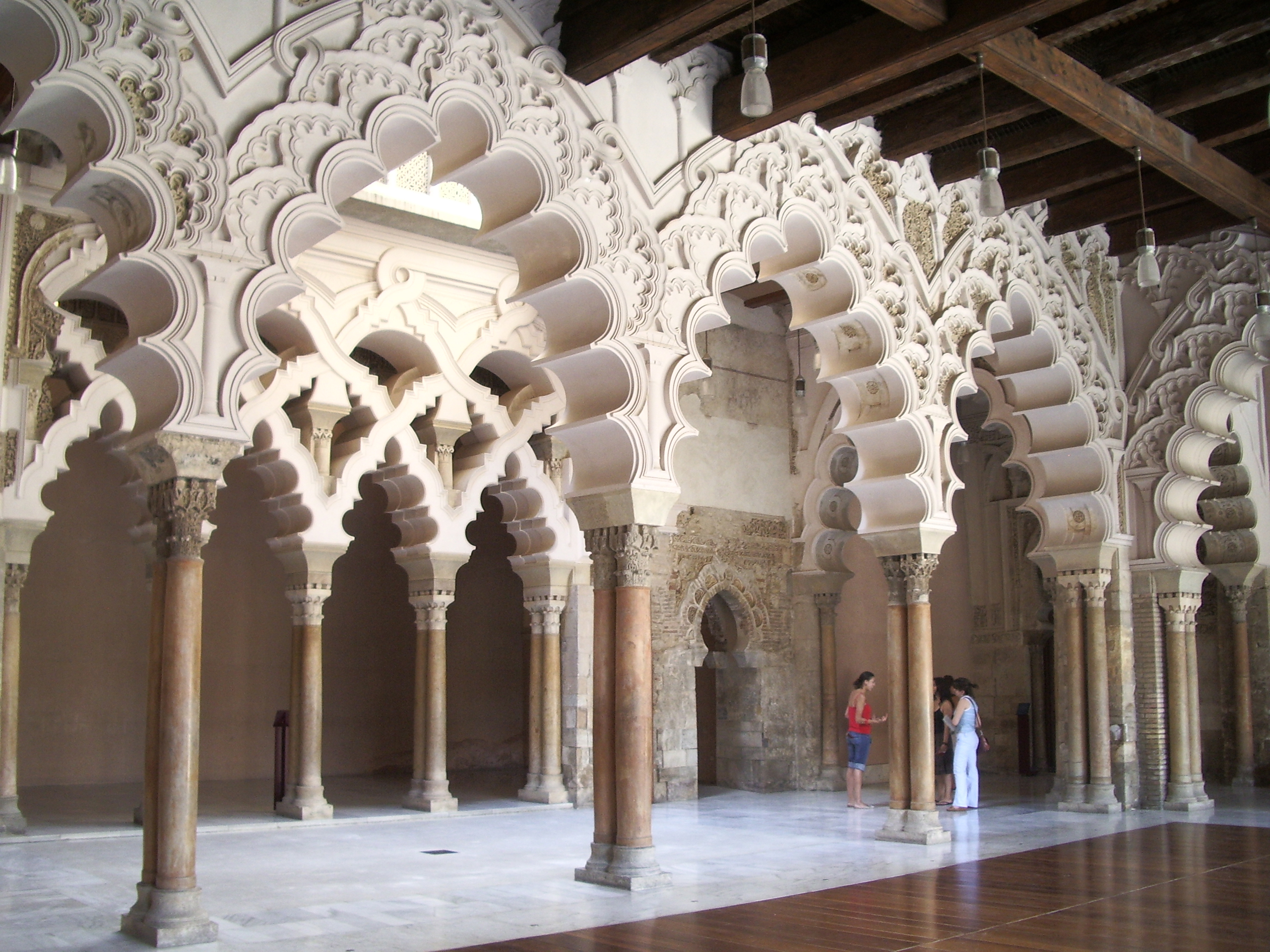
Cảnh bên trong

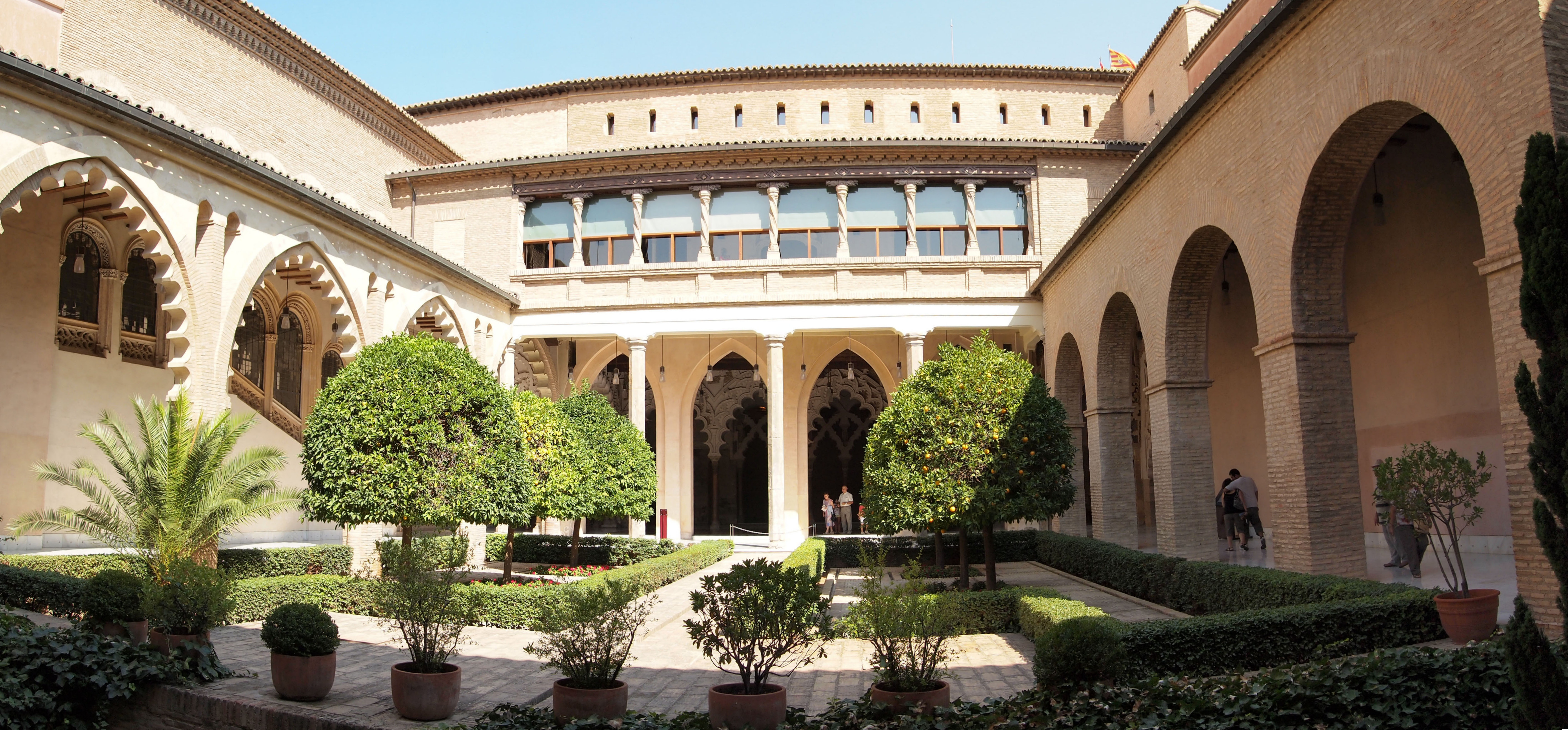
Tòa án bên trong Aljafería

Cung điện Aljafería (tiếng Tây Ban Nha: Palacio de la Aljafería; tiếng Ả Rập: قصر الجعفرية, Romanization of Arabic. Qasr al-Jaʿfariya) là cung điện Hồi giáo thời Trung cổ được xây dựng vào nửa sau thế kỷ 11 ở Moor Taifa của Zaragoza thuộc Al-Andalus, ngày nay là Zaragoza, Tây Ban Nha. Nó là nơi cư trú của triều đại Banu Hud trong suốt thời kỳ Abu Jaffar Al-Muqtadir sau khi xóa bỏ Banu Tujibi của triều đại Kindah. Cung điện phản ánh sự xa hoa có được của vương quốc Taifa của Zaragoza tại thời kỳ đỉnh cao. Cung điện hiện là Cortes (quốc hội vùng) của vùng hành chính Aragon.